# Marcel Malczewski
Marcel Martins Malczewski (Ponta Grossa, 8 de dezembro de 1964), mais conhecido apenas como Marcel Malczewski, é um empresário brasileiro conhecido por fundar a Bematech fazendo o IPO em abril de 2007 e adquirida pela Totvs em 2015. Descendente de poloneses, em 2011, fundou a venture capital Trivèlla M3 Investimentos. É autor do livro Diário de um Empreendedor, publicado pela Editora Évora em 2015. Atualmente, é presidente do conselho de administração da Companhia Paranaense de Energia (COPEL) no mandato 2019/2021.